# Thư viện Quốc gia Campuchia
Thư viện Quốc gia Campuchia (tiếng Khmer: បណ្ណាល័យជាតិកម្ពុជា; tiếng Pháp: Bibliothèque nationale du Cambodge) là thư viện quốc gia của Campuchia, có trụ sở tại Phnôm Pênh. Thư viện này vốn đã bị Khmer Đỏ phá hủy hầu hết nguồn sách báo và thư tịch quý giá, chỉ còn sót lại gần 20% tài liệu hiện nay.

## Lịch sử
Thư viện Quốc gia Campuchia được chính quyền thực dân Pháp khánh thành vào ngày 24 tháng 12 năm 1924, với bộ sưu tập ban đầu chỉ có 2.879 cuốn sách, chủ yếu viết bằng tiếng Pháp. Về sau, thư viện này chịu sự quản lý liên tục từ các nhân viên người Pháp cho đến khi vị Giám đốc người Khmer đầu tiên là ông Pach Chhoeun được bổ nhiệm vào năm 1951. Sau khi giành độc lập vào năm 1954, ngành xuất bản ở Campuchia dần tăng trưởng ổn định, được phản ánh qua số lượng đầu sách tiếng Khmer ngày càng gia tăng trong Thư viện Quốc gia. Bị đóng cửa trong thời kỳ Khmer Đỏ lên nắm quyền, Thư viện Quốc gia từng được các thành viên của chế độ Pol Pot sử dụng làm nơi ở trong suốt vài năm liền, cùng với nhiều loại sách báo bị nhóm này hủy hoại. Từ năm 1980, Thư viện Quốc gia được tái lập với sự trợ giúp từ nhiều chính phủ và cơ quan ở nước ngoài. Ngày nay, Thư viện Quốc gia Campuchia lưu giữ khoảng 103.635 thư tịch viết bằng nhiều thứ tiếng khác nhau (tiếng Khmer, tiếng Pháp, tiếng Anh, tiếng Đức); bộ sưu tập đặc biệt bao gồm 8.327 tài liệu quốc gia, bao gồm nguồn tài liệu được xuất bản bằng tiếng Pháp từ năm 1925 đến năm 1970, cộng với một số cuốn sách và tài liệu xuất bản bằng tiếng Khmer có niên đại từ năm 1955–1975. Ngoài ra còn có một bộ sưu tập đặc biệt gồm 305 bản thảo lá cọ hoặc sastra, có sẵn trên vi phim. Một cuộc triển lãm các đĩa sách được tạo ra từ bộ sưu tập tạp chí, tập san và sách báo thời Pháp thuộc của thư viện này; vĩnh viễn được trưng bày bên trong phòng ấn phẩm định kỳ của Thư viện. Dưới sự quản lý của Cục Ấn phẩm Văn hóa Đọc trực thuộc Bộ Văn hóa và Mỹ thuật Campuchia, Thư viện Quốc gia hiện có 30 nhân viên nằm trong biên chế.